# Сыдыков, Бакытбек Сапарбекович
Бакытбек Сапарбекович Сыдыков (род. 12 октября 1969, Усть-Каменогорск, Казахская ССР, СССР) — казахстанский военачальник. Заместитель Министра обороны Республики Казахстан с 29 июня 2023 года, генерал-майор (2023).. 

## Биография
Родился  12 октября 1969 года в городе Усть-Каменогорск, Восточно-Казахстанской области, Казахской ССР. Происходит из рода айткул племени найман.
С августа 1987 по 1991 год — курсант Орджоникидзевского высшего общевойскового командного училища. Проходил обучение по специальности «командир мотострелкового взвода» и «инженер по эксплуатации гусеничных и колёсных машин».
Службу начал командиром мотострелкового взвода, где в период Гражданской войны в Таджикистане выполнял задачи по поддержанию правопорядка, охране и обороне государственных объектов города Куляб.
С 1993 по 1996 года — старший помощник начальника бронетанковой службы управления вооружения части, начальник бронетанковой службы технической части.
С июля 1996 по июль 1999 года является слушателем Военной академии бронетанковых войск.
За период 1999 по 2004 года прошел должности заместителя командира части по вооружению, старшего офицера департамента вооружения, начальника отдела главного управления вооружения.
С 2004 по 2006 года — старший офицер Объединенного штаба Организации Договора о коллективной безопасности.
С 2006 по 2007 года — начальник отдела главного управления эксплуатации вооружения и военной техники, начальник штаба главного управления эксплуатации вооружения и военной техники ВС РК.
С 2007 по 2009 года — заместитель командующего войсками регионального командования (по вооружению) управления командующего войсками регионального командования «Восток».
С 2009 по 2011 года — начальник главного управления вооружения ВС РК.
В 2013 году окончил Высшие академические курсы Национального университета обороны по специальности «военное государственное управление».
С 2013 по 2016 года — заместитель командующего войсками регионального командования (по вооружению) управления командующего войсками регионального командования «Юг».
С 2016 по 2017 года — заместитель главнокомандующего (по материально-техническому обеспечению) управления главнокомандующего Военно-морскими силами ВС РК.
С 2017 по 2019 года — начальник департамента военно-технической политики.
С 2019 по 2021 года — заместитель командующего управления командующего войсками РгК «Восток».
С 2021 по 2022 года — начальник главного штаба – первый заместитель начальника тыла и вооружения ВС РК.
С 2022 по 2023 года — начальник вооружения ВС РК..
5 мая 2023 года присвоено воинское звание генерал-майор.
29 июня 2023 года Указом Президента Республики Казахстан Касым-Жомарта Токаева назначен заместителем Министра обороны.

## Семья
Супруга: Сыдыкова Гульжан Жумановна.
Воспитывают троих детей.

## Награды
- Орден «Айбын» 2 степени (2020)
- Медаль «За укрепление боевого содружества» (2006)
- Юбилейные медали
- Медали за выслугу лет